# Bartleby (pel·lícula del 1970)
Bartleby és una pel·lícula dramàtica britànica del 1970 dirigida per Anthony Friedman i protagonitzada per Paul Scofield, John McEnery i Thorley Walters. És una adaptació del relat breu "Bartleby, l'escrivent" de Herman Melville. La pel·lícula trasllada la narració de la ciutat de Nova York a la dècada de 1850 fins a Londres, a la dècada de 1970.
Fou rodada als Twickenham Studios i en locació a Londres. Els decorats foren dissenyats pel director artístic Simon Holland.

## Argument
Bartleby, un jove secretari d'auditoria, és derrotat per les pressions de la vida moderna; a poc a poc opta per totes les formes de compromís social i es retira al seu propi món.

## Repartiment
- Paul Scofield - El Comptable
- John McEnery - Bartleby
- Thorley Walters - El col·lega
- Colin Jeavons - Tucker
- Raymond Mason - Propietari
- Charles Kinross - Arrendatari
- Neville Barber - Primer Client
- Robin Askwith - Npi de l'oficina
- Hope Jackman - Hilda - Dama del te
- John Watson - Doctor
- Christine Dingle - Pacient
- Rosalind Elliot - Miss Brown - Secretària
- Tony Parkin - Dickinson - Secretari

## Recepció crítica
La TV Guide va comentar que "la pel·lícula és bruscs, lenta i molesta a vegades, però la visió de McEnery sobre Bartleby no s'oblida fàcilment. Scofield ... dona una representació extremadament intel·ligent d'una home atrapat entre la lògica i l'emoció." Va participar en la secció oficial del Festival Internacional de Cinema de Sant Sebastià 1971, on va rebre una menció especial del jurat.